# وعلان نهري
وعلان نهري (الاسم العلمي:Commelina fluviatilis) هو نوع من النباتات يتبع جنس الوعلان من الفصيلة الوعلانية.